# 12"ers
12"ers è un album di remix di Phil Collins. Contiene 6 tracce del suo precedente disco, No Jacket Required, remixate. Tutti i remix sono di John 'Tokes' Potoker, eccetto One More Night extended mix di Hugh Padgham. I remix di questo album erano in origine disponibili su maxi singoli da 12 pollici.

## Tracce
1. Take Me Home – 8:07
2. Sussudio – 6:35
3. Who Said I Would – 5:51
4. Only You Know and I Know – 6:56
5. Don't Lose My Number – 6:36
6. One More Night – 6:21